# Cunomaglus
Cunomaglus (« Seigneur Chien ») est l'épithète d'un dieu celtique associé à Apollon.
Un temple à Nettleton Shrub dans le Wiltshire était dédié à Apollon Cunomaglus. Le temple existe depuis environ 69 après JC et s'est développé en un centre de culte majeur : un grand sanctuaire, une salle, une auberge, des magasins et une maison de prêtre ont été construits, démontrant la richesse et la popularité du culte.Diane et Silvanus y étaient également vénérés, ce qui suggère que Cunomaglus était peut-être un dieu de la chasse. Il est également possible que le sanctuaire ait été un sanctuaire de guérison, puisque le rôle principal d'Apollon, en tant que dieu celtique, était celui de guérisseur. Le site est proche de l'eau et des trouvailles telles que des pinces et des épingles peuvent indiquer la présence d'un culte curatif.
Le nom du dieu est attesté sur une inscription retrouvée sur le site du temple en 1958. Il se lit comme suit : deo Apol|lini Cuno|maglo Co|rotica Iu|ti fil(ia) v(otum) s(olvit) l(ibens) m(erito)